# Quilmesaurus
Quilmesaurus é um gênero de dinossauro terópode abelissaurídeo carnívoro do Cretáceo Superior da Patagônia (estágio Campaniano) da Argentina. Era um membro de Abelisauridae, intimamente relacionado com gêneros como Carnotaurus. Os únicos restos conhecidos deste gênero são ossos da perna que compartilham certas semelhanças com uma variedade de abelissaurídeos. No entanto, esses ossos não possuem características únicas, o que pode tornar Quilmesaurus um nomen vanum (mais comumente conhecido como nomen dubium, ou "nome duvidoso").

## Descoberta

Diagrama do esqueleto

No final da década de 1980, uma equipe de campo da Universidade Nacional de Tucumán, liderada por Jaime Powell, descobriu a quarenta quilômetros ao sul da cidade de Roca, na província de Río Negro, sul da Argentina, os restos de um terópode perto do Salitral Ojo de Agua. Em 2001, Rodolfo Aníbal Coria nomeou e descreveu a espécie-tipo Quilmesaurus curriei. O nome do gênero é derivado do Quilme, um povo nativo americano, e o nome específico homenageia o Dr. Philip J. Currie, um especialista canadense em terópodes.
O holótipo e atualmente único exemplar foi designado com o número de coleção MPCA-PV-100, no Museu Provincial "Carlos Ameghino". Consiste na metade distal (inferior ou externa) do fêmur direito (osso da coxa) e uma tíbia direita completa (tíbia interna), coletada da Formação Allen do Grupo Malargüe na Bacia de Neuquén. Esses depósitos datam do Campaniano ao Maastrichtiano. O espécime veio dos arenitos fluviais no fundo da Formação Allen. O táxon é notável, pois representa um dos registros mais jovens de um terópode não-aviário da Patagônia.

## Descrição

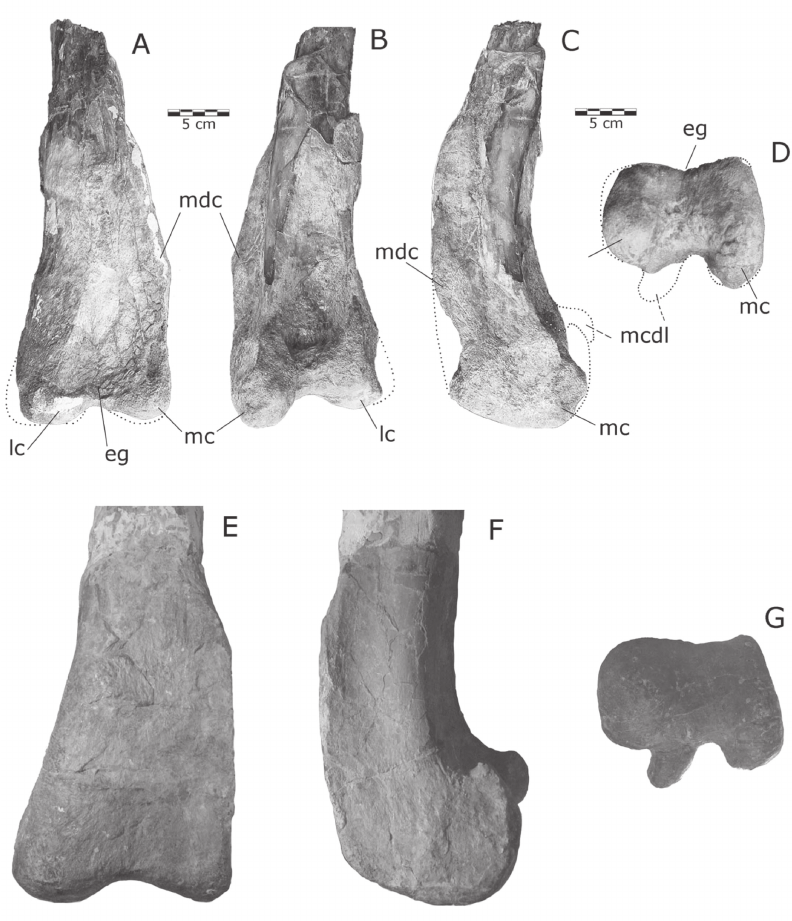
O fêmur parcial do Quilmesaurus (A-D) comparado ao do Carnotaurus (E-G)

A porção preservada do fêmur é robusta e de forma quadrada. A face posterior da ponta do osso possuía côndilos proeminentes (saliências articulares) para conexão com a tíbia (na face interna da perna) e fíbula (na face externa da perna). O côndilo lateral (que se conecta à fíbula) é ligeiramente mais baixo de frente para trás em comparação com o côndilo medial (que se conecta à tíbia), mas também é mais largo de lado a lado. Um esporão ósseo semelhante a um dedo adicional (um epicôndilo) também estaria presente no côndilo lateral, embora esse esporão seja quebrado no único fêmur conhecido de Quilmesaurus. Logo acima do côndilo medial há uma crista baixa, porém perceptível, que se projeta para longe do resto do osso, em direção à linha média do corpo do animal. Essa crista é conhecida como crista mesiodistal. A área imediatamente acima dos côndilos possui uma área rebaixada rasa, porém ampla, conhecida como sulco extensor. Em geral, o fêmur é quase idêntico ao de outros abelissaurídeos.
A parte proximal (superior ou interna) da tíbia possui uma infinidade de características complexas. Uma estrutura grande e em forma de machado, conhecida como crista cnêmia, aponta para a frente na porção proximal da tíbia. A ponta da crista cnêmia é enganchada devido à presença de um esporão apontando para baixo, conhecido como processo ventral. Embora Coria (2001) tenha considerado uma crista cnemial em forma de gancho como exclusiva do Quilmesaurus, Valieri et al. (2007) observou que esta estrutura também era possuída por Aucasaurus e Majungasaurus, bem como o abelisaurídeo ambíguo Genusaurus. A parte distal da tíbia possui suas próprias projeções para se conectar aos ossos do tornozelo, conhecidas como maléolos. Esta parte tem a forma de um triângulo assimétrico quando visto de frente, com o maléolo lateral maciço projetando-se mais distalmente do que o maléolo medial menor. Essa combinação de características distais da tíbia também foi presumida como exclusiva do Quilmesaurus. No entanto, Valieri et al. (2007) observam que a tíbia distal do Rajasaurus era muito semelhante à do Quilmesaurus.
Em 2016, estimou-se que Quilmesaurus mediu 5,3 metros de comprimento. Isso o tornaria um dos menores abelissaurídeos derivados, embora suas pernas fossem proporcionalmente robustas como as de Pycnonemosaurus, um dos maiores membros da família.

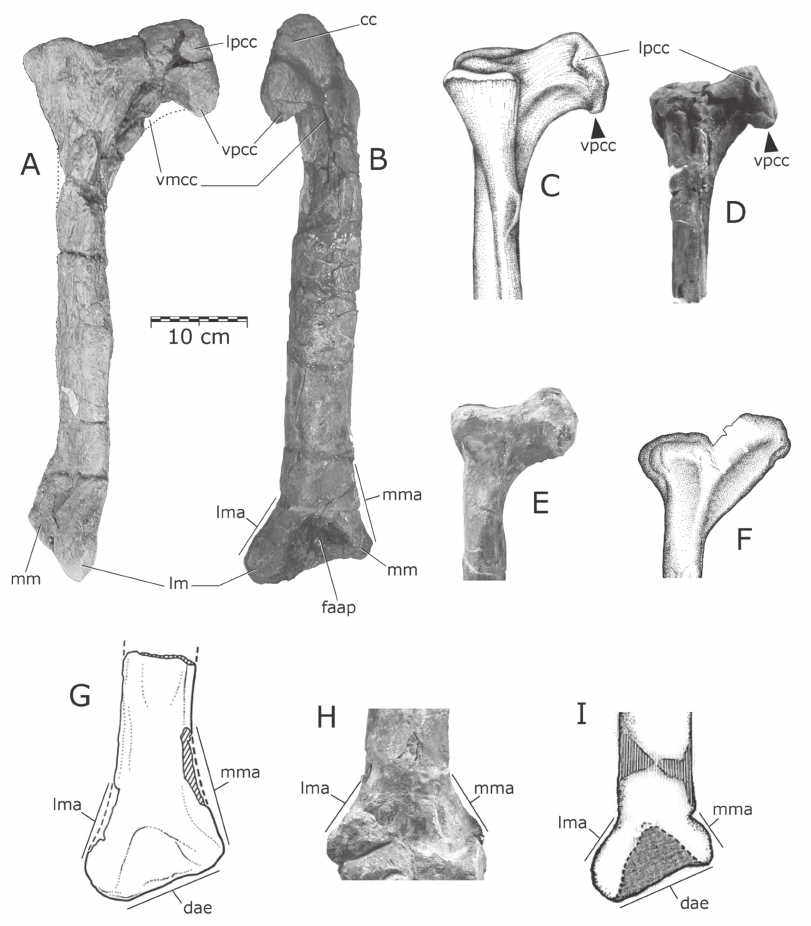
A tíbia de Quilmesaurus (A-B) em comparação com a de outros abelissaurídeos

## Classificação
Quando originalmente descrito, Coria não conseguiu encontrar um posicionamento mais preciso para Quilmesaurus do que Theropoda. A presença de um entalhe na superfície articular distal da tíbia foi citada por ele como evidência de uma possível relação com os tetanuros basais, o que seria surpreendente, pois os Quilmesaurus viviam em uma época em que as assembleias de terópodes sul-americanas eram dominadas por abelissaurídeos e carcharodontossauros. Outro material de terópodes foi recuperado dentro desses mesmos estratos e em 2005 também foi provisoriamente referido aos Tetanurae. No entanto, em um resumo de 2004 (e posteriormente um artigo completo de 2007), Rubén Juárez Valieri et al. concluiu que Quilmesaurus, em vista da crista cnemial em forma de machado, era um membro dos Abelisauridae.
Ao contrário dos membros de Megalosauroidea, a tíbia de Quilmesaurus não possui um contraforte anteromedial perceptível e, em vez disso, inclui uma grande crista cnemial. Quilmesaurus também não é um celurossauro devido à parte distal da tíbia ser de forma assimétrica, além de ter um encaixe para o astrágalo que é mais baixo que o dos celurossauros. Finalmente, o sulco extensor raso e largo (ao invés de profundo e fino) exclui Quilmesaurus de Carnosauria, assim como a posse de bordas superiores e inferiores paralelas da crista cnêmia.

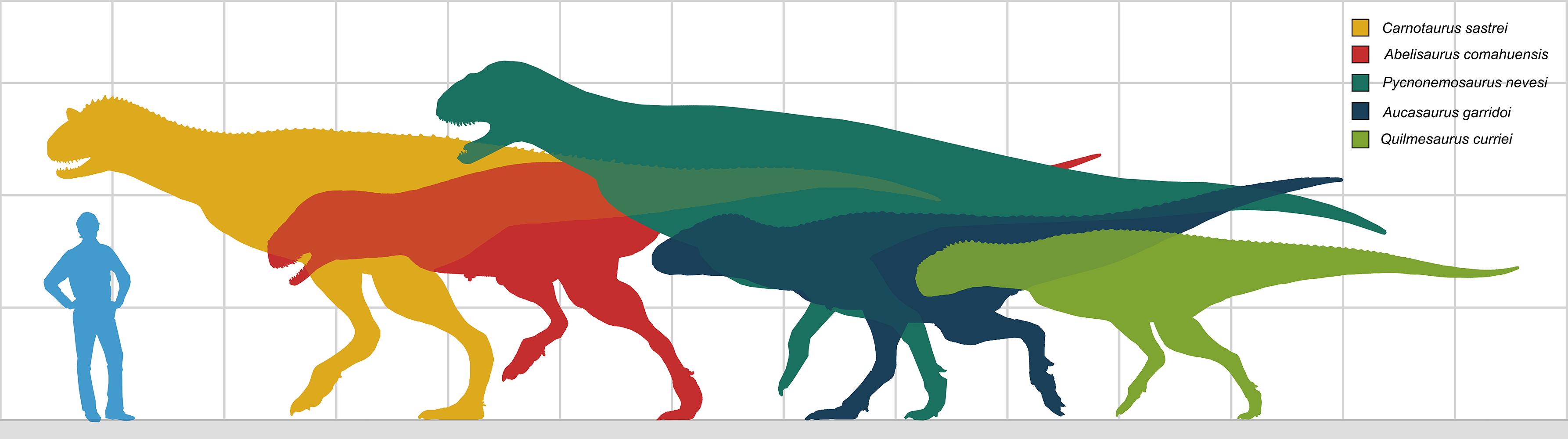
Comparação de tamanho de Quilmesaurus (extrema direita) com outros membros de Carnotaurinae

No entanto, alguns pontos suportam sua colocação dentro do clado Ceratosauria. Estes incluem uma crista cnemial pronunciada da tíbia e uma grande crista mesiodistal do fêmur. A parte distal assimétrica da tíbia e o pequeno soquete do astrágalo o colocam especificamente na família Abelisauridae. Os ossos preservados compartilham características com vários táxons de abelissaurídeos em toda a família, embora tais semelhanças sejam generalizadas e aparentemente apareçam aleatoriamente entre os táxons, dificultando a colocação mais específica. A forma de gancho da crista cnemial sugere que Quilmesaurus era um membro da subfamília Carnotaurinae, que o paleontólogo Paul Sereno (1998) definiu para incluir todos os abelissaurídeos mais próximos de Carnotaurus do que de Abelisaurus.
No entanto, a validade de Carnotaurinae tem sido debatida. Embora Valieri et al. (2007) consideraram a subfamília para incluir táxons como Majungasaurus, Carnotaurus, Aucasaurus e Rajasaurus, outros estudos encontraram resultados diferentes. Tortosa et ai. (2014) considerou que Carnotaurinae era um grupo inválido, pois muito poucos abelissaurídeos poderiam realmente se aplicar à definição estabelecida por Sereno. De acordo com sua análise, Aucasaurus e Carnotaurus estavam realmente mais próximos de Abelisaurus do que de Majungasaurus e Rajasaurus, forçando assim os dois últimos táxons a serem excluídos da subfamília. Quilmesaurus foi mantido como próximo de Aucasaurus e Carnotaurus, embora o nome de Sereno e a definição de Carnotaurinae tenham sido completamente desconsiderados. Em seu lugar foi usada a tribo Carnotaurini, que inclui todos os abelissaurídeos descendentes do último ancestral comum de Aucasaurus e Carnotaurus. Tortosa et ai. (2014) tem sido amplamente apoiado sobre o de Valieri et al. (2007). Filippi et ai. (2016) criaram um novo clado, Furileusauria, para incluir abelisaurídeos mais intimamente relacionados com Carnotaurus do que com Ilokelesia, Skorpiovenator ou Majungasaurus. Eles incluíram Quilmesaurus entre os membros deste clado.
Valieri et ai. (2007) não conseguiram estabelecer uma única autapomorfia (traço distintivo ou único) do táxon, concluindo que Quilmesaurus era um nomen dubium.